# Том Луше
Том Алексіс Луше (фр. Tom Alexis Louchet, нар. 4 травня 2003, Маноск, Франція) — французький футболіст алжирського походження, захисник клубу «Ніцца».

## Ігрова кар'єра

### Клубна
Том Луше народився в містечку Маноск, що на півдні Франції. У 2019 році він приєднався до молодіжної команди клубу Ліги 1 «Ніцца». І майже одразу був включений до заявки другої команди клубу на матчі Національного дивізіону.
27 жовтня 2023 року в матчі чемпіонату Франції проти «Клермона» Луше дебютував у першій команді на професійному рівні.

### Збірна
У 2020 році Том Луше провів дві гри в складі юнацької збірної Франції (U-17).